# Мирза Садык мунши
Мирза Садык мунши Джандари (1758—1820) — персидский историк, поэт эпохи Бухарского эмирата.

## Биография
Мирза Садык мунши родился в 1758 году в селении Джандар, расположенном западнее Бухары.
Начальное образование Мирза Садык получил на родине, а затем учился в Бухаре. Все среднеазиатские сочинения отмечают его как видного историка. Он служил секретарем при разных эмирах, а затем в качестве мунша (эмирского секретаря) был привлечен ко двору в эпоху эмира Шахмурада. Работа в должности продолжалась и при эмире Хайдаре.
Кроме сочинений «Завоевания непогрешимого эмира и эмира Хайдара» и «Тарих-и манзум», у Мирза Садыка имеется третье историческое сочинение — «Дахма-и шахан» («Гробница царей») написанных на персидском языке.